# Nina Siciliana
(La) Nina Siciliana est l’autrice d’un célèbre sonnet italien et potentiellement la première poétesse reconnue de l'histoire de l’Italie. Sa notoriété n’a émergé qu’en 1780 en tant que contributrice, parmi 74 autres poètes, du recueil Les Étrennes du Parnasse (ou Choix de Poësies). Son existence est à présent considérée comme légendaire par une grande partie du monde académique.

## Attributions et réception
Francesco Trucchi est le premier à avoir attribué un poème à Nina : il s’agit du sonnet Tapina in me, c'amava uno sparvero (« Hélas pour moi, j’ai aimé un épervier »), probablement composé à la fin du XIIIe siècle ou au début du XIVe siècle. Ce poème de Nina est vraisemblablement inspiré des poèmes de Dante da Maiano adressés « À sa Dame Nina, de Sicile ».
Francesco De Sanctis, le critique littéraire italien le plus renommé du XIXe siècle, a vanté la perfetta semplicità de la poésie de Nina, ainsi que celle de Compiuta Donzella.

## Remise en cause historique
C’est Adolfo Borgognoni qui a le premier émis l’hypothèse en 1891 que la Nina puisse être une construction fictive de poètes masculins, théorie bientôt suivie par Giulio Bertoni. Borgognoni soupçonnait plus particulièrement qu’elle ait été inventée par les successeurs de l’imprimeur Filippo Giunti et affirma : « essa [Nina Siciliana] nacque in Firenze, nella officina degli Eredi di Filippo Giunti, l'anno del Signore 1527 » (« celle-ci [Nina Siciliana] naquit à Florence, dans les bureaux des héritiers de Filippo Giunti, en l’an du Seigneur 1527 »).
L’historicité de Nina – et donc le sexe de l’autrice ou de l’auteur du poème qui lui est traditionnellement attribué – n’a depuis jamais cessé d’être débattue.
Liborio Azzolina a tenté de la faire revivre ainsi que Compiuta Donzella, autre poétesse dont Borgognoni, avec moins de soutien de la part de ses pairs, a attribué l’existence à l’imagination de poètes masculins ultérieurs. Plus récemment, l’universitaire italien Lino Pertile l’a qualifiée de fantomatica (fantômatique), tandis que Paolo Cherchi l’a écartée de l’histoire littéraire en lui attribuant l’adjectif « mythique », jugement suivi par Anne Klinck.
Parmi les universitaires récents qui admettent l’existence de Nina Siciliana en tant que poétesse et critiquent le scepticisme qui l’entoure, on souligne des similarités entre Nina et Alamanda de Castelnau.